# Alchemilla rhodobasis
Alchemilla rhodobasis é uma espécie de rosácea do gênero Alchemilla, pertencente à família Rosaceae.